# 한국여자야구연맹
한국여자야구연맹(Women's Baseball Association Korea, WBAK)는 KBO 아마야구 육성위원회에서 여성 야구인의 화합과 친목도모 및 여자야구 활성을 위하여 2007년 창립하였다. 2012년 LG 전자의 후원으로 첫 번째 정규리그인 2012 LG배 한국여자야구대회가 개최될 예정이다.

## 조직
한국야구위원회는 연맹 회장과 부회장을 정점으로 기획이사, 기술이사 , 경기이사 , 총무이사 , 홍보이사, 섭외이사, 심판이사 등의 이사회 및 감사, 간사로 구성되어 있다.

## 회장
회장은 임혜진이다.

## 관련사업
- 여자야구 경기규칙 연구 및 제정
- 여자야구 대회 개최, 주최, 주관승인
- 여자야구 경기 기술연구 및 자료수집과 조사통계
- 경기시설 설치,관리 및 경기용구에 관한 연구와 공인
- 국제여자 야구대회에 선수 및 임원파견 통한 국제교류
- 지도자,대표선수 선발, 양성 및 자격부여 심사
- 여자야구 활성화 및 발전을 위한 관련단체 및 기관과의 정책건의 활동
- 연맹 및 여자야구 현황과 활동사항을 홍보하기 위한 간행물 출판 및 발행
- 기타 여자야구 발전과 활성화 및 목적당설에 필요한 활동 및 제반 수익사업

## 같이 보기
- 대한야구협회
- KBO